# BMW K 1200 RS

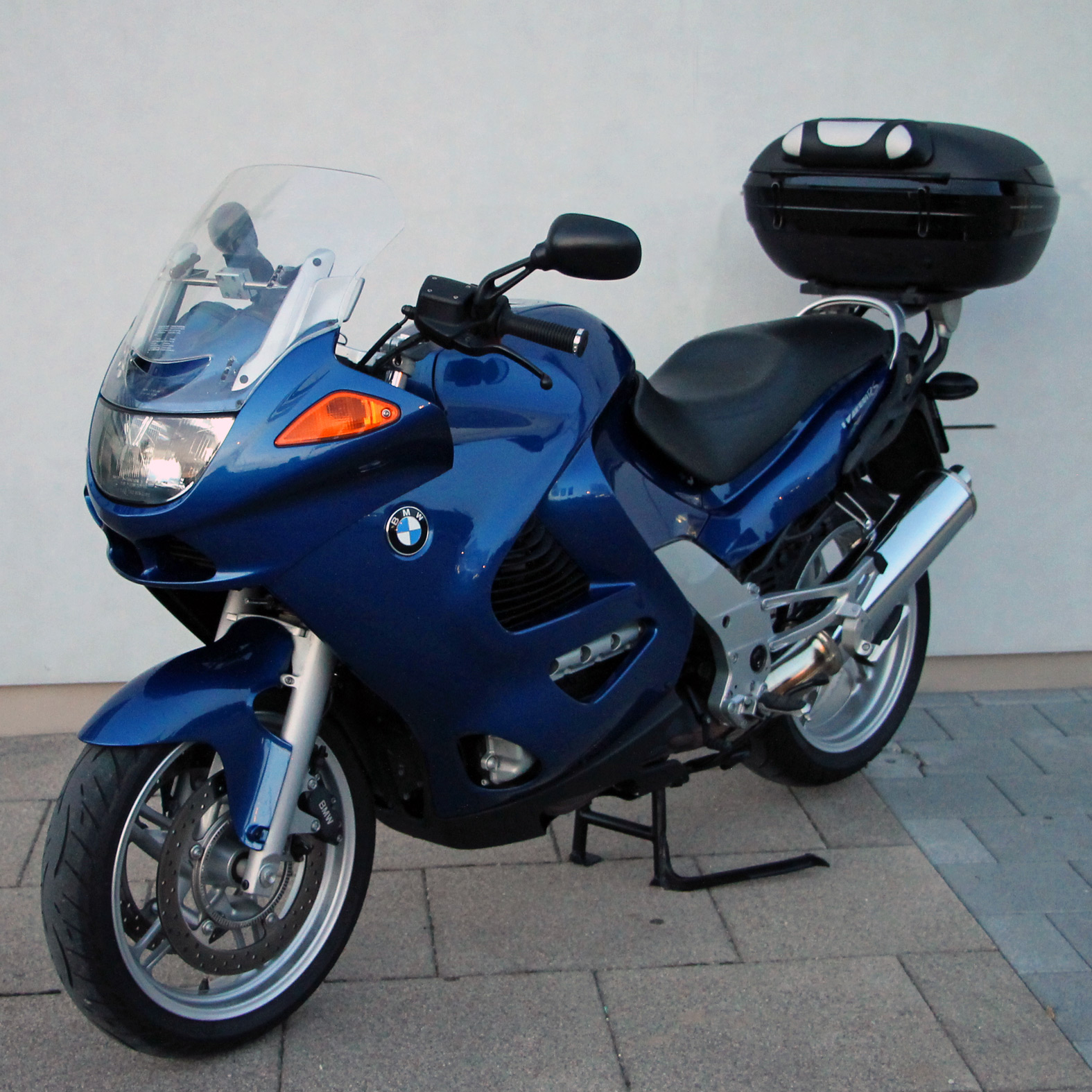
BMW K 1200 RS Facelift (2001–2004)

Die BMW K 1200 RS ist ein langstreckentaugliches Motorrad von BMW mit Kardanantrieb. Der Sporttourer ist die letzte Evolutionsstufe der BMW-Vierzylinder mit Längsmotor (im Motorradfahrerjargon Flying Brick genannt). Von 1997 bis 2005 wurden im BMW-Werk Berlin in Spandau 37.992 Einheiten  gebaut, von denen 13.352 in Deutschland zugelassen wurden.

## Modellentwicklung
Die RS wiegt voll getankt 295 kg (nach einer anderen Quelle 285 kg). Bis 2000 lautete der Werkscode K589. Zum Baujahr 2001 wurde die RS unter dem neuen Modellcode K547 überarbeitet. Die Verkleidung wurde vorn geändert, die Scheibe vergrößert und die Sitzposition etwas weniger sportlich ausgelegt, indem die Fußrasten nach unten und der Lenker etwas höher gesetzt wurden. Zudem wurde das ABS 2 durch das zunächst wahlweise erhältliche Integral-ABS ersetzt.
Im Jahr 2005 endete die Produktion der K 1200 RS mit Längsmotor. Die fast baugleiche K 1200 GT (Version mit Längsmotor) wurde 2006 ebenfalls eingestellt. Einzig der Luxustourer K 1200 LT wurde noch bis 2007 gebaut. Als direkte Nachfolgerinnen der K 1200 RS können am ehesten die auf Reisen ausgelegte K 1200 GT (Baujahr 2006 bis 2008) und die sportliche K 1200 S (Baujahr 2004 bis 2009), beide mit Quermotor, bezeichnet werden.

## Technische Daten

### Antrieb
Der flüssigkeitsgekühlte Reihen-Vierzylindermotor hat einen Hubraum von 1171 cm³ (Bohrung 70,5 mm, Hub 75 mm). Die Nennleistung beträgt 96 kW (130 PS), das maximale Drehmoment 117 Nm bei 6750 min−1. Der längs liegend eingebaute Motor hat zwei kettengetriebene obenliegende Nockenwellen, die über Tassenstößel zwei Einlass- und zwei Auslassventile pro Zylinder steuern. Gegenüber dem Vorgängermotor der K 1100 wurde der Hub um 5 mm vergrößert. Das Ansaugsystem wird von einer Staudruckaufladung unterstützt, die durch eine Öffnung in der Frontverkleidung mit Luft versorgt wird.
Das Motorrad beschleunigt in 3,3 Sekunden von 0 auf 100 km/h und erreicht eine Höchstgeschwindigkeit von 245 km/h. Aufgrund einer herstellerseitigen Selbstbeschränkung wurde das Motorrad in Deutschland und Frankreich bis 2001 zumeist in einer auf 72 kW (98 PS) gedrosselten Version ausgeliefert. Diese zeichnet sich durch ein minimal höheres Drehmoment bei erheblich niedrigerer Drehzahl aus (118 Nm bei 5500/min) und eignet sich daher besser für den Betrieb mit zwei Personen und entspanntes Cruisen. Die maximale Leistung erreicht sie ebenfalls deutlich früher bei einer Drehzahl von 7000/min. Die K 1200 RS hat als eines der ersten Motorräder ein voll digitalisiertes Zünd- und Einspritzsystem, eine Motronic der Robert Bosch GmbH.

### Kraftübertragung
Vom Motor zum Getriebe wird die Kraft mit Zahnrädern übertragen (Primärantrieb). Die Kupplung ist eine hydraulisch betätigte Einscheiben-Trockenkupplung, das Getriebe hat sechs Gänge. Der Sekundärantrieb erfolgt über eine Kardanwelle mit einer als Paralever bezeichneten Momentabstützung, die das Ansteigen des Hecks bei starkem Beschleunigen verringert.

### Kraftstoffversorgung
Die Kraftstoffaufbereitung erfolgt durch eine Kraftstoffeinspritzung, die von einer Motronic MA 2.4 von Bosch mit Schubabschaltung gesteuert wird. Der Kraftstofftank fasst 22 Liter, davon sind 4 Liter Reserve. Der Hersteller empfiehlt die Verwendung von Benzin mit einer Klopffestigkeit von mindestens 95 Oktan und gibt eine theoretische Reichweite von 312 km an. Der durchschnittliche Kraftstoffverbrauch liegt bei 6,9 Litern auf 100 km.
Zur Abgasnachbehandlung hat die K 1200 RS zwei geregelte Katalysatoren und erreicht die Abgasnorm Euro-2.

### Fahrwerk
Das Fahrwerk baut auf einem Gussrahmen aus Aluminium auf. Hinten hat es eine Doppelgelenk-Einarmschwinge, das Vorderrad wird von einem Telelever geführt. Das Hinterrad ist um 5 mm versetzt, um das leichte Übergewicht auf der rechten Seite auszugleichen.
Das Vorderrad hat eine Doppelscheibenbremse von Brembo mit Vierkolbenbremssätteln, das Hinterrad eine Scheibenbremse mit Zweikolbenbremssattel. Ein serienmäßiges Antiblockiersystem unterstützt die Verzögerung an beiden Bremsen. Die Schräglagenfreiheit beträgt 50 Grad.
BMW hat die unangenehmen Vibrationen früherer K-Modelle durch die Trennung der Antriebseinheit vom Rahmen und die Verwendung von Gummiisolierungen unterdrückt. Der lange Radstand von 1549 mm sorgt für eine gute Fahrstabilität. Die Sitzbank ist in der Höhe von 769 bis 793 mm verstellbar.

## Modellgeschichte
- 1997 Markteinführung der K 1200 RS als erstes K-Modell mit Telelever und Aluguss-Rahmen
- 1999 Geänderte Kolben für geringeren Ölverbrauch
- 2000 Entfall der 98-PS-Leistungsvariante, nunmehr 130 PS serienmäßig
- 2001 Neues Verkleidungsoberteil und größerer Windschild, EVO-Bremse am Vorderrad, Teilintegral-ABS nun serienmäßig, neue Blinker und größere Rückspiegel, Komfortlenker serienmäßig (niedrigerer Lenker weiterhin als Sonderzubehör erhältlich), tiefer positionierte Fußrasten; für Fahrer um 30 mm, für Sozius um 20 mm
- 2002 Dauerlicht, wartungsfreie Batterie
- 2006 Abverkauf nach Produktionsstopp im Jahr zuvor

## Schwachpunkte
Laut der Zeitschrift Motorrad hat die K 1200 RS Schwachpunkte, die vor allem beim Gebrauchtkauf beachtet werden sollten.

„Bei Exemplaren mit hohen Laufleistungen ohne regelmäßige Werkstattwartung (Scheckheft prüfen) sind ABS-Ausfälle keine Seltenheit. Liegt bereits ein Defekt vor (am besten vom Profi checken lassen), Finger weg! Die Reparatur dieses Bauteils kostet rund 2000 Euro. Außerdem nach Undichtigkeiten an Gabel, Getriebeausgang und Achsgetriebe fahnden und prüfen, ob Elektrik und Anzeigen einwandfrei funktionieren. Bei der Probefahrt auf die Kupplung achten, die häufiger nach 30 000 Kilometern arg strapaziert ist. Normal: Ölverbrauch von bis zu einem halben Liter auf 1000 Kilometer. Bei ordentlicher Wartung (gutes Zeichen: wenige Vorbesitzer) ist die langlebige 1200er jedoch eine solide Bank, sodass auch Laufleistungen deutlich über 50 000 Kilometer nicht vom Kauf abhalten sollten. Zubehör spielt bei diesem Modell kaum eine Rolle, da es in der Regel schon als Neufahrzeug meist reichhaltig ausgestattet wurde.“

## Kritiken
„Auf der Straße überzeugt die BMW K 1200 RS durch ihre unaufdringliche Art. Sie verführt den Fahrer nicht zu einer rasanten Fahrweise, wie das bei sportlichen Motorrädern sonst oft der Fall ist. Trotzdem läßt auch sie sich auf Straßen aller Art ausgesprochen zügig bewegen. Der Motor, der schwingungsentkoppelt durch den neu konstruierten Rahmen seine Vibrationen nicht mehr an den Fahrer weitergibt, begeistert in jeder Fahrsituation.“

„Das Motorrad, das die K-Reihe endlich von ihrem Ruf der »fliegenden Ziegelsteine« befreite, ist ein erstaunlich schneller Tourensportler und eine gelungene Alternative zu italienischen und japanischen Maschinen. Im Gegensatz zu den meisten anderen BMWs hat es einen 4-Zylinder-Reihenmotor, wobei dieser wesentlich zum Gewicht der Maschine beiträgt, die voll getankt mit 285 kg kein Leichtgewicht ist.“

„Der serienmäßig mit ABS, Kat und einstellbaren Komponenten wie Windschild, Lenker, Schalthebel, Fahrerfußrasten und Sitz ausgestattete Highspeed-Sprinter taugt prima zum Reisen und genauso gut zur verschärften Schräglagensuche am Wochenende.“

„Wahnsinns-Sitzkomfort, souveräne Leistungsentfaltung, pflegeleichter Kardan, verstellbares Windschild, variable Sitzbankhöhe und Ergonomie der Lenkerenden - klasse, ein perfektes Reisegerät! Im kurvenreichen Zielgebiet freut sich der Fahrer dann über die für das hohe Gewicht vergleichsweise hohe Fahrdynamik sowie den langhubig ausgelegten, elastischen Reihenvierer, der schon bei knapp über 4000/min rund 100 Nm Drehmoment rausdrückt.“

## Erdgas-Prototyp der Universität Bayreuth
Ausgehend von einer Wette, konstruierten und bauten Studenten der Fakultät für Angewandte Naturwissenschaften der Universität Bayreuth ab 2007 einen Prototyp der K 1200 RS mit Erdgas-Antrieb. Um die zusätzlichen Erdgastanks unterzubringen, wurde der Heckrahmen bedeutend geändert. Es wurde ein neukonstruierter Gitterrohrrahmen mit notwendigen Befestigungen für die Gasflaschen und alle Anbauteile gebaut. Beide Gasflaschen, eine an jeder Seite, wurden aus optischen Gründen als Endschalldämpfer verkleidet; am Heck sind also drei Endrohre zu sehen. Gegenüber dem Serienmodell kann am Prototyp kein Kofferträgersystem angebaut werden. Der originale Tank blieb für einen bivalenten Antrieb (Benzin und Erdgas) erhalten, um eine Reichweite von rund 400 Kilometern zu erreichen. Der Tankstutzen befindet sich unter der Sitzbank, die für das Tanken abgenommen werden muss. Beim Umbau wurden die Steuerelektronik und die Einspritzanlage so modifiziert, dass der Leistungsverlust lediglich 5 Prozent beträgt. 2008 erhielt der Umbau eine Straßenzulassung. Laut Abgasgutachten werden im Gasbetrieb 78 Prozent weniger Kohlenmonoxid und 28 Prozent weniger Kohlendioxid als im Benzinbetrieb ausgestoßen. Es blieb beim Prototyp.